# Uschba
Uschba (georgisch უშბა; usch „schrecklich“, ba „Berg“) ist ein Doppelgipfel im Hauptkamm des Großen Kaukasus in Georgien. Der Südgipfel ist 4737 m hoch und der Nordgipfel ist 4698 m hoch.
Der Nordgipfel wurde erstmals 1888 von Engländern bestiegen, der Südgipfel erstmals am 26. Juli 1903 von Adolf Schulze, Robert Helbling, Fritz Reichert, Albert Weber und Oscar Schuster. Zuvor gab es etwa 20 gescheiterte Versuche. Der Südgipfel galt zu dieser Zeit als der schwierigste Berg der Welt. Nach der erfolgreichen Erstbesteigung des Südgipfels schenkte der Fürst Dadeschkeliani von Swanetien den Uschba formell der österreichischen Bergsteigerin Cenzi von Ficker, die zuvor an einem ersten, erfolglosen Versuch Schulzes beteiligt gewesen war. Schulze war dabei kurz vor dem Gipfel abgestürzt und hatte sich schwer verletzt. Von Ficker hatte ihn daraufhin sicher ins Hochlager gebracht.
Die 2000 m hohe Westwand wurde von Ludwig Vörg erstbestiegen, einem der späteren Erstersteiger der Eiger-Nordwand.
In London gibt es auch einen Club der Uschbisten.